# Don Brodie
Pour les articles homonymes, voir Brodie.
Don Brodie né le 29 mai 1904 à Cincinnati, Ohio, et mort le 8 janvier 2001 à Los Angeles (Californie), est un acteur et réalisateur américain.

## Biographie
Vétéran de plus de 250 productions comprenant des films et téléfilms, Brodie est apparu en tant qu'acteur inexpérimenté dans une série de rôles au début des années 1930 dans des seconds rôles. Ses crédits les plus notables incluent son travail de doublage dans le long métrage d'animation Dumbo de Walt Disney, et sa représentation en tant que vendeur de voitures d'occasions dans le film noir Detour, d'Edgar Georg Ulmer. Il a également travaillé comme dialoguiste. 
En 1944, il réalise son unique film, A Fig Leaf for Eve.

## Filmographie partielle

### Comme acteur
- 1932 : À tour de brasses (You Said a Mouthful) de Lloyd Bacon
- 1933 : Moi et le Baron (Meet the Baron) de Walter Lang
- 1933 : Un danger public de Lloyd Bacon
- 1934 : Les Amants fugitifs (Fugitive Lovers), de Richard Boleslawski
- 1935 : The Winning Ticket de Charles Reisner
- 1935 : It's in the Air de Charles Reisner
- 1937 : Vol de zozos (High Flyers) d'Edward F. Cline
- 1938 : L'Ange impur (The Shopworn Angel) de H. C. Potter
- 1938 : Start Cheering, d'Albert S. Rogell
- 1938 : Give Me a Sailor d'Elliott Nugent
- 1939 : Avocat mondain (Society Lawyer), d'Edwin L. Marin
- 1940 : Rhythm on the River, de Victor Schertzinger
- 1940 : Swing Romance (Second Chorus), de H. C. Potter
- 1940 : Musique dans mon cœur (Music in My Heart), de Joseph Santley
- 1940 : Michael Shayne, Private Detective d'Eugene Forde
- 1941 : Dressed to Kill d'Eugene Forde
- 1941 : I Killed That Man (en) de Phil Rosen
- 1945 : Detour (Detour), d'Edgar Georg Ulmer
- 1945 : Johnny Angel d'Edwin L. Marin
- 1952 : The Story of Will Rogers de Michael Curtiz
- 1952 : Le Vol du secret de l'atome (The Atomic City) de Jerry Hopper
- 1953 : La Folle Aventure (The I Don't Care Girl) de Lloyd Bacon
- 1956 : Le Shérif  (The Proud Ones), de Robert D. Webb

### Comme dialoguiste
- 1944 : L'Imposteur (The Impostor - Strange Confession), de Julien Duvivier

### Comme acteur de doublage
- 1940 : Pinocchio, long-métrage d'animation de Hamilton Luske et Ben Sharpsteen